# Albert Kellogg
Albert Kellogg ( * 6 de diciembre de 1813, New Hartford, Connecticut - 31 de marzo de 1887, Alameda (California) fue un médico y botánico estadounidense, del norte de California, y uno de los siete fundadores en 1853 de la "Academia de Ciencias de California".
Concurre a la Escuela de Wilbraham, luego se muda a Massachusetts y asiste a la "Transylvania University" en Lexington (Kentucky) graduándose en 1834 como Ms.Sc. Realiza luego varias expediciones florísticas por el oeste de EE. UU. y describe los árboles de California.
Sus reportes aparecen en 1845 en John C. Frémont" Report of the Exploring expedition to the Rocky Mountains in 1842 and to Oregon & North California in the years in 1843-44." Luego se embarca en una gran expedición botánica a lo largo de todas las costas oestes desde Tierra del Fuego hasta Alaska, llegando allí en 1867 junto con George Davidson, donde recolectó una enorme colección de flora, que parcialmente se encuentra en la Smithsonian Institution, en la Academia de Ciencias Naturales de Filadelfia y en la Academia de Ciencias de California. 
De personalidad altruista, con ideas absolutamente avanzadas, con la inclusión femenina en los trabajos científicos de Historia natural, instalando a dos investigadoras como curadoras: Katherine Brandegee y a Alice Eastwood. Se especializó en el estudio de los árboles.

## Algunas publicaciones
- West American Oaks. 400 ilustr.
- Forest Trees of California. Second Report of the State Mineralogist of California, App. 1. pp. 1-148.

## Honores
En su honor se nombraron:
- género Kelloggia Torr. ex Hook.f. 1874
- especies:
- Amsinckia kelloggii Suksd., Antirrhinum kelloggii Greene, Arracacia kelloggii (A.Gray) S.Watson, Hemizonia kelloggii Greene, Lilium kelloggii Purdy, Poa kelloggii Vasey, Polygonum kelloggii Greene, Quercus kelloggii Newb.

- La abreviatura «Kellogg» se emplea para indicar a Albert Kellogg como autoridad en la descripción y clasificación científica de los vegetales.[1]